# سنة الطبعة
سنة الطبعة حدثت في عام 1343هـ الموافق 1923م وبالتحديد على الساحل الشرقي للجزيرة العربية إبّان موسم الغوص، والطبع في لغة أهل الخليج الدارجة يعني «الغرق» فيقال أن المركب «طُبع» أي غرق.
حدثت بينما كانت سفن الغوص متواجده على المغاصات للشروع في عملية الغوص صباحاً، وكانت أكثر السفن على مغاص يقال له «الديبل» بينما بقية السفن الغوص متفرقة على المغاصات الأخرى كمغاص داس – حاولول - أبا الحنين – جنة – حولي – اشتيه.. وغيرهن.

## الحادثة
ففي منتصف الليل هبت رياح نشطة تصاحبها أمطار غزيرة، فثار البحر وزمجر، وتعالت امواجه وتلاطمت جوانبه ودفعت الرياح والأمطار السفن مع كل الاتجاهات، فتلاطمت مع بعضها وتعالت أصوات خلق الله بترديد التضرع والتوسل إلى الله والالتجاء إلى رحمته، وهم يصارعون هول هذه الليلة الليلاء الحالكة الظلمة ويسمعون النداءات والاستغاثات من كل ناحية يتعالى مع صرير الالواح وتمزق الاشرعة وتلاطم الأمواج ببعضها وغرق أكثر السفن والمراكب بما فيها إلا من كتب الله له النجاة..
و بعد انتهاء العاصفة وسكون البحر هرعت سفن الإنقاذ من الموانئ القريبة حاملة الطعام والشراب والاسعافات الأولية وبعد البحث والتقصي نتج ما يلي:

## معلومات
- قدرت السفن والمراكب التي غرقت في البحر بـ 80% من السفن والمراكب الموجودة في عرض البحر ابان الحادثة.
- مات وفقد عدد كبير من الرجال على جميع المستويات (قيل مات 5000 شخص)
- السفن التي نجت حدث بها تلفيات كبيرة.
- غرقت سفن من قطر والكويت والبحرين والسعودية وعمان في هذه الكارثة.

## من قصص الطبعة
- يروي أحد الناجين من هذا الاعصار المدمر بقوله: أنه بعد منتصف الليل تغير علينا الجو فجأة وهبت عاصفة شديدة يصاحبها مطر غزير، فتلاطمت الأمواج وهرع كل واحد منا يغطي راسة أو يختبئ في ظهر السفينة، وما هي الا لحظات حتى تبدد كل شيء وطار كل غطاء وتدافعت كل السفن على بعضها وتعالت الأصوات وصياح خلق الله يرددون عبارة «يا سلام سلم» وعندما غطى المائ السفينة اقتلعت لوحا ً وسقطت به في البحر وتمكنت من القبض عليه بشدة واشعر انني بين الأمواج الهائلة مرة اعلوا ومرة يعلوني، ولكن الله كتب لي النجاة، فعند الفجر شاهدت البر وكأنني مولود هذه اللحظة، وحمد الله وصليت الصبح، وإذا انا على ساحل رأس تنورة
- ويروي صاحب كتاب «من كارم الاخلاق» قصة رجلين ركبا لوح فصار يسبح بهما فتعلوا بهم الأمواج وتهبط في عرض البحر لا يرون سوى السماء من فوقهم والماء من تحتهم وقد اشرفا على الهلاك لما حل بهما من الكرب والشدة فكان احدهما يلهج لسانه بذكر الله ويردد «يا كريم يا كريم»,

اما الآخر فقد استفزه الشيطان واغواه بسوء الظن بربه فقال لرفيقه: تقول يا كريم والبحر وهوامه تحتك، وبعد لحظات بدا بهذا الرجل التعب والضعف حتى فلتت يداه من هذا اللوح وهوى إلى البحر وغرق... اما رفيقة الذي يلهج بذكر الله ويقول: يا كريم يا كريم " فقد نجا ورمى به الموج على ساحل البحر فتلقاه اناس وانقذوه بماء وطعام، وهذا من لطف الله بعباده وحسن الظن به.
- ويقول اخر...انه في ليلة كان على ظهر سفينة غوص مع مجموعة من الغواصين فهبت علينا ريح شديدة واظلمت السماء وامطرت وتعالت الأمواج حول السفينة تدور بها الرياح بشدة في وسط البحر حتى امتلات بالماء وتقاذفنا منها يمينا ً ويسارا ً في البحر بدون شعور فهيأ الله لي لوحا يطفوا على الماء فأمسكت به وركبت عليه وكان عليَ ازار مربوط به حزام به سكين «خنجر» فبينما انا ممسك باللوح اقترب مني سباح وحاول أن يأخذ اللوح مني فعمدت إلى السكين ووخزته بها طعنا ً فابتعد عني وانا لا اكاد اراه من شدة الظلام ولا اعلم ما حل به، هل مات ام نجا فبقيت على هذا اللوح وانا في حالة يرثى لها، وقد انهارت قواي وامتلا بطني بالمياه، ولا اعلم في أي اتجاه اسير حتى فقدت الشعور، وإذا انا بالقرب من البر في وقت الضحى فانتشلتني سفن الإنقاذ إلى الساحل فبادروني برفع ارجلي إلى أعلى وراسي إلى اسفل حتى خرج الماء من بطني ولم افق الا بعد يومين وبقيت بعدها شهرا كاملا مريضا ً إلى ان شفاني الله وكتب لي حياة جديدة.
- تحدث أحد أبناء مجموعة من أهالي «مرات» كانوا على ظهر السفينة في أحد المغاصات مع أحد النواخذ من البحرين

وكانوا على مغاص يقال له (جنه) يروي ذلك عن ابيه الذي قال:
بعدما بدأت العاصفة ونزول الأمطار كنا نرى السفن تتلاطم مع بعضها وكنا نرى انفسنا ندور في نفس المكان حتى قد اكثرنا وعيه وطارت الامواج بمركبنا بعيدا، وعندما هدأت العاصفــة تفقدنا بعضنا وكنا _ أهل مرات خمسة بحارة _ من ضمن الناجين ومركبنا تتساقط منه الحطام ونحن في ذعر شديد ولا ندري في أي مكان نحن لا نرى الا السمــاء والماء فاتجهنا بالدعاء والاستغاثة بالله وقراءة القران... وبعد عدة أيام من ضياعنا وعند الفجر شاهدنا على بعد أناس في مركب صغير فاتجهنا لهم فعرفوا اننا ضائعين وانقذونا بالماء والطعام وبدات فينا الحياة وتعجبوا من حالتنا وحالة مركبنا واخبرونا اننا عند الشواطئ العمانية ففرحنا وبقينا في عُمان عدة أيام لإصلاح مركبنا ثم عدنا مع النوخذه وبحارته إلى البحرين إلى ان من الله علينا بالنجاة وكانت خاتمة البحر وتوديعة.
- واورد صاحب كتاب الدلم قصة الشاعرراشد بن عبد الله بن حركان من اهالي الدلم قال:

توجه الشاعر إلى الخليج العربي يبحث عن اللؤلؤ والرزق كغيره من النجديين الذين امتهنو مهنة الغوص في البحر، ولما كان مع صحبيته في ليلة من الليالي على ظهر مركب بحري هبت عليهم ريح عاصفــة فماجت بهم الامواج وأصبح مركبهم في عداد الغرقى مع انه لا يزال على وجه البحر فصاروا يتلفتون يمينا ويسارا بحثا عن منقذ ووزعوا المهام بينهم فكان بعضهم يحافظ على رفع الناف (الساريه) التي جعلوا فوقها نارا عل من يراها من بعيد يتجه اليهم لينقذهم، اما صاحبنا الشاعر مهمته غرف المياة التي صارت تتدفق في وسط السفينة يغرف الماء حتى لاتغرق فكتب لهم النجاة... وفي هذه الأثناء ابحر خياله فتذكر نجد وأهلها واحبيته وتذكر الطموحات والامال التي جاءت به من الدلم إلى البحر فانشــد:
- الشاعر ناصر بن عبد الله بن كليب الكثيري من نجد من الحريق وكان ممن يعملون بالبحر وله تجربة طويلة فيه، وكان قلبه قلب بحار شجاع وممن يستحبون ركوب المخاطر.... وفي يوم كان يعمل بالبحر لاستخراج الصيد فإذا البحر يُغير من هدوئه ويتحول إلى حالة من الغضب والهيجان، وكان البحارة قد نزلوا للصيد وتعمقوا فيه وهو هادئ الامواج، وحدث ان انقلبت القوارب فهبط إلى القاع من هبط، ونجا بارأده الله من علم باسرار البحر واستطاع ان يُروض امواجه ويجعلها سلسة القيادة وكان من بين الذين تمرسوا على اساليب ترويض البحر الشاعر ناصر الكثيري فاستطاع بقدرة الله ان ينجوا بعد عناء ومشقة، فارسل إلى اخية عبد الرحمن ابياتا من الشعر يصف فيه حال البحر وصلابة رجاله الذين يعملون فيه وقدرتهم على مواجهة الصعاب.. يقول:

صلب جدي = أخية عبد الرحمن
- وهذا ناصر بن حماد التميمي _ راعي الأثلة _ كان من ضمن الذين نجوا وتجرعوا مراره الطبعـــة عام 1343 هــ يروي تفاصيل تلك الليلة في قصيدة من 31 بيت... نذكر منها:

إلى ان يصل في نهاية القصيدة: